# Mantinée
 (février 2016).
Si vous disposez d'ouvrages ou d'articles de référence ou si vous connaissez des sites web de qualité traitant du thème abordé ici, merci de compléter l'article en donnant les références utiles à sa vérifiabilité et en les liant à la section « Notes et références ».
Mantinée (en grec ancien Μαντίνεια / Mantíneia) est une petite cité-État grecque antique, située au sud-est de l'Arcadie. Elle s'est formée par l'union de cinq villages vers le VIe siècle av. J.-C.
Mantinée est aussi un ancien dème, fusionné en 2010 avec le dème de Tripoli.

## Étymologie
Selon la tradition rapportée par Pausanias, le héros éponyme est Μαντίνεος / Mantíneos (« annoncé, prédit ») fils de Lycaon (« des loups »), qui aurait fondé plus en amont une première ville appelée Πτόλις / Ptólis (« guerrière »), dont les habitants, se conformant à un oracle reçu par Antinoé (mère d'Ancée), suivirent un serpent jusqu'au territoire plus fertile qui est aujourd'hui celui de Tripoli : pour cette raison, la rivière Mantinea fut appelée Όφις / Ophis, « serpent ». Plus prosaïquement, sur les plaines agricoles, les rivières serpentent et Mantinea ne fait pas exception.

## Site archéologique

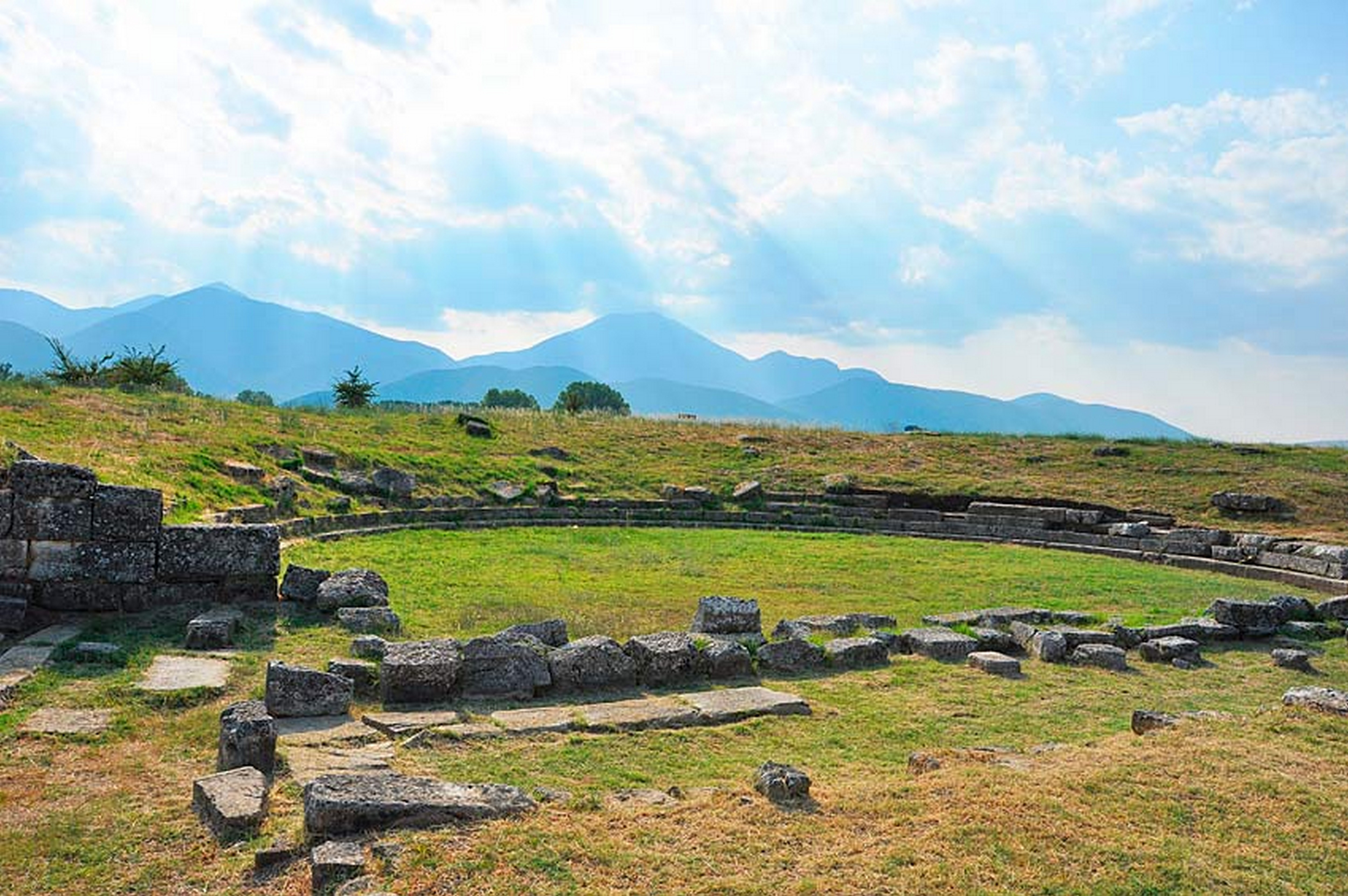
Photographie des vestiges du théâtre antique de Mantinée.

Le territoire de Mantinée était limité à l'ouest par le massif du Ménale et à l'est par celui de l'Artémision qui le séparait de l'Argolide ; au nord, une ligne de collines le séparait de celui d'Orchomène, et au sud, une rivière était la frontière avec sa rivale Tégée. À l'époque de Pausanias, Mantinée dominait les villages voisins de Maïra, Petrosaca, Xenis, Foïzôn, Prinos, Climax, Nestanè, et Melaguia.
Depuis la colline voisine de la Panayia Goutsouli, on a une vue d'ensemble sur la plaine agricole et l'ensemble de la cité où la base de Mantinée fut découverte en 1887.
Les vestiges archéologiques les plus significatifs sont ceux du théâtre, de la première époque hellénistique (IVe et IIIe siècles av. J.-C.), ceux de l'agora voisine, avec ses deux portiques (stoai), dont le plus méridional, qui se développe en deux ailes, devait abriter le bouleutérion, puis une exèdre du temps d'Auguste due à une bienfaitrice nommée Épigonè (inscription IG 5.2.344, au musée de Tripoli), ainsi qu'un temple attribué à Artémis Mésopolitis. Les remparts de la ville s'étendaient sur 4 km, comportant 120 tours, dont 108 ont été effectivement relevées sur le terrain.

## Histoire
Mantinée et sa voisine et rivale Tégée se disputaient l'hégémonie locale en Arcadie, comme le raconte Thucydide qui décrit leurs conflits. Mantinée fut une alliée de Sparte et, durant les guerres médiques, 500 Mantinéotes combattirent aux Thermopyles aux côtés de Léonidas, mais parfois elle changea d'alliance et se dressa contre Sparte. Contrairement à celle de Sparte, sa constitution était démocratique : Polybe la donne en exemple.
Au cours de son histoire, trois grandes batailles eurent lieu à Mantinée : celle du Ve siècle pendant la guerre du Péloponnèse, celle du IVe siècle et celle du IIIe siècle avant notre ère.
Lors de la bataille de 362 av. J.-C., les Thébains y vainquirent la coalition athénienne-spartiate au IVe siècle av. J.-C., mais leur général Epaminondas s'y fit tuer. N'ayant pas d'enfants, il aurait dit : « je laisse deux filles immortelles, Leuctres et Mantinée » et, en expirant : « J'ai assez vécu, puisque je meurs sans avoir été vaincu. » Au siècle suivant, Mantinée est détruite par la ligue achéenne, mais renaît de ses ruines sous le nom d'Antigonée (Ἀντιγόνεια / Antigóneia, du nom du roi de Macédoine, chef de la ligue). C'est sous ce nom qu'elle devient, au IIe siècle av. J.-C., une alliée romaine. Ce fut la seule cité grecque à prendre le parti d'Octave avant la bataille d'Actium, et bien lui en prit.
Elle resta romaine tandis que l'Empire évoluait en un État grec et chrétien, puis périclita après avoir subi au VIe siècle et au VIIe siècle les pillages des peuples slaves installés dans le Péloponnèse (peut-être les Ézérites et les Mélinges).

## Personnalités liées à la ville
- Diotime de Mantinée
- Lasthénie de Mantinée